# 에이큐
에이큐(永久, えいきゅう)는 일본의 연호(元号) 중 하나이다.
- 전후 : 덴에이(天永) 이후 - 겐에이(元永) 이전.
- 시기 : 1113년 ~ 1117년
- 천황 : 도바 천황

## 개원(改元)
- 덴에이 4년 7월 13일(율리우스력 1113년 8월 25일), 천재지변・괴이한 일・역병・전란 등을 이유로 개원.
- 에이큐 6년 4월 3일(율리우스력 1118년 4월 25일), 겐에이로 개원된다.

## 출전
상세한 출전은 불명이지만, 『시경』의 「来帰自鎬、我行永久」 혹은 『채옹의(蔡邕議)』의 「其設不戦之計、守禦之固者、皆社稷之臣、永久之策」에서 따왔다고 여겨진다.
- 시키부다유(式部大輔, 시키부쇼의 실질적 장관) 스가와라 노 아리요시가 간진(勘申, 조정에서 의식 등 여러 일에 대해 선례・전고・길흉・일시 등을 조사해 진언하는 일)을 맡았다.

## 에이큐 시기에 일어난 일
이 절은 집필중입니다. 가필, 정정해 주실 협력자를 구하고 있습니다. (← 일본 위키의 메시지)

## 서력과의 대조표
| 에이큐 | 원년   | 2년    | 3년    | 4년    | 5년    | 6년    |
| ------ | ------ | ------ | ------ | ------ | ------ | ------ |
| 서력   | 1113년 | 1114년 | 1115년 | 1116년 | 1117년 | 1118년 |
| 간지   | 계사   | 갑오   | 을미   | 병신   | 정유   | 무술   |

## 같이 보기
- 일본의 연호 일람

| 이전 덴에이 | 일본의 연호 1113년 ~ 1118년 | 다음 겐에이 |